# Lista de comarcas do Rio de Janeiro
Relação das comarcas do estado do Rio de Janeiro.
- Comarca da Capital
  - Regional da Barra da Tijuca
  - Regional da Ilha do Governador
  - Regional da Leopoldina
  - Regional da Pavuna
  - Regional de Alcântara
  - Regional de Bangu
  - Regional de Campo Grande
  - Regional de Jacarepaguá
  - Regional de Madureira
  - Regional de Santa Cruz
  - Regional do Méier
- Comarca de Angra dos Reis
- Comarca de Araruama
- Comarca de Arraial do Cabo
- Comarca de Barra do Piraí
- Comarca de Barra Mansa
- Comarca de Belford Roxo
- Comarca de Bom Jardim
- Comarca de Bom Jesus de Itabapoana
- Comarca de Búzios
- Comarca de Cabo Frio
- Comarca de Cachoeiras de Macacu
- Comarca de Cambuci
- Comarca de Campos dos Goytacazes
- Comarca de Cantagalo
- Comarca de Carapebus / Quissamã
- Comarca de Carmo
- Comarca de Casimiro de Abreu
- Comarca de Conceição de Macabu
- Comarca de Cordeiro
- Comarca de Duas Barras
- Comarca de Duque de Caxias
- Comarca de Engenheiro Paulo de Frontin
- Comarca de Guapimirim
- Comarca de Iguaba Grande
- Comarca de Itaboraí
- Comarca de Itaguaí
- Comarca de Italva
- Comarca de Itaocara
- Comarca de Itaperuna
- Comarca de Itatiaia
- Comarca de Japeri
- Comarca de Laje do Muriaé
- Comarca de Macaé
- Comarca de Magé
  - Regional de Inhomirim
- Comarca de Mangaratiba
- Comarca de Maricá
- Comarca de Mendes
- Comarca de Miguel Pereira
- Comarca de Miracema
- Comarca de Natividade
- Comarca de Nilópolis
- Comarca de Niterói
  - Regional da Região Oceânica
- Comarca de Nova Friburgo
- Comarca de Nova Iguaçu
- Comarca de Paracambi
- Comarca de Paraíba do Sul
- Comarca de Paraty
- Comarca de Paty do Alferes
- Comarca de Petrópolis
  - Regional de Itaipava
- Comarca de Pinheiral
- Comarca de Piraí
- Comarca de Porciúncula
- Comarca de Porto Real - Quatis
- Comarca de Queimados
- Comarca de Resende
- Comarca de Rio Bonito
- Comarca de Rio Claro
- Comarca de Rio das Flores
- Comarca de Rio das Ostras
- Comarca de Santa Maria Madalena
- Comarca de Santo Antônio de Pádua
- Comarca de São Fidelis
- Comarca de São Francisco do Itabapoana
- Comarca de São Gonçalo
- Comarca de São João da Barra
- Comarca de São João de Meriti
- Comarca de São José do Vale do Rio Preto
- Comarca de São Pedro da Aldeia
- Comarca de São Sebastião do Alto
- Comarca de Sapucaia
- Comarca de Saquarema
- Comarca de Seropédica
- Comarca de Silva Jardim
- Comarca de Sumidouro
- Comarca de Teresópolis
- Comarca de Trajano de Moraes
- Comarca de Três Rios
- Comarca de Valença
- Comarca de Vassouras
- Comarca de Volta Redonda